# Zahra Bouras
Zahra Bouras, född 13 januari 1987 är en algerisk friidrottare som specialiserat sig på löpning 400 meter och 800 meter. Hon är algerisk nationell rekordhållare på 400 meter och afrikansk mästare 2010 på 800 meter. Bouras misslyckades med en dopningskontroll den 5 juni 2012 efter ett lopp. Hon testade positivt för den förbjudna anabola steroiden stanozolol och fick två års tävlingsförbud.

## Biografi
Zahra Bouras är dotter till Amar Bouras, en tidigare idrottsman och tränare för Hassiba Boulmerka. Amar Bouras är den första algeriern som vann en olympisk titel. Zahra Bouras tävlade inledningsvis på seniornivå på 400 meter och satte en algerisk nationell rekordtid på 52,98 sekunder för distansen i Rehlingen den 1 juni 2009. Därefter fick Bouras sitt internationella genombrott i juni 2010 och bröt igenom tvåminutersbarriären för första gången, när hon gick i mål på 1:59.54, och därmed kom etta vid Josef Odložil Memorial i Prag. Bouras tog sin första stora titel vid afrikanska mästerskapen i friidrott 2010 i Nairobi och besegrade tidigare världsmästaren och hemmafavoriten Janeth Jepkosgei genom att vinna på 800 meter. Segern gjorde att hon valdes in i det afrikanska laget vid IAAF Continental Cup i Split, Kroatien, där hon slutade på sjätte plats.
I Världsmästerskapen i friidrott 2011 förbättrade Bouras sitt personbästa på 800 meter till 1:59,21 minuter genom att ta den andra segern i rad på Josef Odložil Memorial. Hon tävlade i världsmästerskapen och gick vidare till semifinalen på 800 meter.
Bouras förbättrade sitt personbästa rekord på 800 meter till 1:58,78 i en seger vid Pro Athlé Tour-evenemanget i Montreuil den 5 juni 2012. Men hon misslyckades med dopningskontrollen efter loppet och testade positivt för den förbjudna anabola steroiden stanozolol. Hon blev fråntagen sin seger och fick ett tvåårigt tävlingsförbud, vilket uteslöt henne från afrikanska mästerskapen i friidrott och Olympiska sommarspelen 2012.

## Personbästa rekord
| Evenemang | Tid (m:s) | Plats               | Datum        |
| --------- | --------- | ------------------- | ------------ |
| 400 m     | 52.98     | Rehlingen, Tyskland | 1 juni 2009  |
| 800 m     | 1:59.21   | Prag, Tjeckien      | 13 juni 2011 |